# しゃったぁず・4
『しゃったぁず・4』（しゃったぁず・ふぉー）は、越後妻有アートトリエンナーレ 2009で制作された日本映画。全編新潟県十日町市で撮影が行われた。2009年に新潟県十日町市で先行上映が行われ、2010年に劇場公開。

## 概要
寂れた商店街を舞台に、街の活性化のために奮闘する出戻りの息子と商店主たち。その姿を通して寂れゆく地方の現状と小さな希望を描く。

## キャスト
- 島田邦夫：池内万作
- 島田倉三：油井昌由樹
- 金子治：八名信夫
- 飯塚直樹：高橋直樹
- 滝田健二：芹澤興人
- 島田陽子：ちはる
- 三池亘：千本松喜兵衛
- 加藤元彦：松田章
- 小川大作：浜幸一郎
- 鈴木雅人：松澤仁晶
- 島田さつき：矢木初季
- 石沢喜一：大月秀幸
- 金子雪子：高橋かすみ

## スタッフ
- 監督：畑中大輔
- 脚本	：田中雄太
- 企画	：畑中大輔・田中雄太・栗栖良依・毛利明光
- プロデューサー：毛利明光
- 撮影	：三本木久城
- 美術	：田中雄太
- 音楽	：岡崎保憲
- 録音	：宋晋瑞
- 照明	：八木重憲
- 編集	：畑中大輔
- 衣裳 / スタイリスト：河北朋香
- ヘアメイク：知野香那子
- 製作主任：阿部史嗣
- 製作進行/プロダクション・マネージャー：鈴木慎太郎
- 助監督：石畠聖子 / 荒川慎吾